# Sluga narodu (TV-serija)
Sluga narodu (ukrajinsko Слуга народу, rusko Слуга народа), je ukrajinska politično satirična komedična televizijska serija, ki jo je ustvaril in produciral Volodimir Zelenski. Zelenski je tudi igral glavno vlogo, Vasilija Goloborodka, srednješolskega učitelja zgodovine, ki je nepričakovano izvoljen za predsednika Ukrajine po tem, ko njegovi dijaki posnamejo viralni videoposnetek v katerem psuje korupcijo vladajočih v svoji državi. Serija je imela tri sezone, ki so izhajale med 2015 in 2019. 2016 je bila izdana tudi filmska priredba.
Serijo je produciral Kvartal 95, televizijski studio, ki ga je ustanovil Zelenski. Studio je kasneje registriral tudi stranko Sluga narodu, ki je bila poimenovana po seriji, Volodimir Zelenski je leta 2019 po prepričljivi zmagi na volitvah tudi zares postal predsednik Ukrajine.

## Zgodba
Vasilij Goloborodko (igra Volodimir Zelenski) je raztresen srednješolski učitelj zgodovine, ki živi s starši. Dijaki ga posnamejo med jeznim izpadom o korupciji v državi in posnetek objavijo na YouTube, kjer postane spletna senzacija. Goloborodkovi dijaki ne da bi on vedel sprožijo kampanjo za financiranje kandidature njihovega profesorja za predsednika Ukrajine ter ga prijavijo kot kandidata. Presenetljivo Goloborodko na volitvah zmaga. Na novem položaju je pahnjen v njemu nepoznan svet poln odgovornosti. Sčasoma se svojega položaja navadi in zbere ekipo sestavljeno iz njegovih starih prijateljev. Skupaj se trudijo uničiti korupcijo oligarhije, ki v resnici vlada državi.

## Igralska zasedba in liki
| Igralec/igralka                                           | Vloga/vloge                        | Opombe | Sezona   | Sezona   | Sezona   |
| Igralec/igralka                                           | Vloga/vloge                        | Opombe | 1 (2015) | 2 (2017) | 3 (2019) |
| --------------------------------------------------------- | ---------------------------------- | --- | -------- | -------- | -------- |
| Volodimir Zelenski                                        | Vasilij Petrovič Goloborodko Griša | Srednješolski učitelj v svojih tridesetih letih, ki nepričakovane postane predsednik Ukrajine. Zelenski tudi igra Grišo, vladnega uslužbenca, ki so mu s plastično kirurgijo spremenili obraz, da lahko dela kot dvojnik Goloborodka.. | Glavna   | Glavna   | Glavna   |
| Stanislav Boklan                                          | Jurij Ivanovič Čujko               | Pokvarjen politik, ki je premier Ukrajine in kasneje razkrit kot zaveznik oligarhov. | Glavna   | Glavna   | Glavna   |
| Jevgen Košovi                                             | Sergij Viktorovič Muhin            | Minister za zunanje zadeve in bivši igralec. | Glavna   | Glavna   | Glavna   |
| Olena Kravec                                              | Olga Jurijivna Miščenko            | Bivša žena Goloborodka in direktorica nacionalne banke Ukrajine. Kasneje postane izbršna premierka. | Glavna   | Glavna   | Glavna   |
| Jurij Krapov                                              | Mihajlo Ivanovič Sanin             | Finančni minister Ukrajine. | Glavna   | Glavna   | Glavna   |
| Mihajlo Fatalov                                           | Mihail Ašotovič Tasunjan           | Vodja tajne varnostne službe SBU | Glavna   | Glavna   | Glavna   |
| Oleksandr Pikalov                                         | Ivan Andrejevič Skorik             | Minister za obrambo in bivši kapitan v mornarici. | Glavna   | Glavna   | Glavna   |
| Viktor Sarajakin                                          | Petro Vasiljevič Goloborodko       | Vasilijev oče. | Glavna   | Glavna   | Glavna   |
| Katerina Kisten                                           | Svetlana Petrovna Sahno            | Vasilijeva sestra in za kratek čas na čelu davčnega urada. | Glavna   | Glavna   | Glavna   |
| Natalja Sumska                                            | Marija Stefanova Goloborodko       | Vasilijeva mati. | Glavna   | Manjša   |          |
| Olga Žukovcova-Kijaško                                    | Oksana Skovoroda                   | Muhinova tajnica. | Manjša   | Glavna   | Glavna   |
| Georgij Povolocki                                         | Tolja                              | Vodja varnosti in sprva osebni stražar Vasilija | Manjša   | Glavna   | Glavna   |
| Dmitro Suržikov                                           | Dmitri Vasiljevič Surikov          | Premier Ukrajine, bivši član nadzornega sveta nacionalne banke. | Manjša   | Glavna   | Glavna   |
| Galina Bezruk (1. sezona) Anastazija Čepeljuk (2. sezona) | Anna Mihajlovna                    | Svetovalka predsednika, bivša razvojna specialistka, Vasilijeva ljubica, kasneje razkrita kot zaveznica oligarhov. |          |          |          |
| Anna Košmal                                               | Nataša Sahno                       | Nečakinja Goloborodka |          |          |          |
| Valentina Iščenko                                         | Bella Rudolfivna                   | Tajnica Goloborodka |          |          |          |
| Stepan Kazanin                                            | Pisec govorov                      | Asistent Goloborodka |          |          |          |

### Manjše vloge
| Actor / actress        | Role                           | Note                                          |
| ---------------------- | ------------------------------ | --------------------------------------------- |
| Oleksij Kirjuščenko    | Sergej Pavlovič                | Bivši predsednik                              |
| Tetjana Pečonkina      | Nina Jegorivna Tretjak         | Bivša učiteljica Goloborodka, bivša vodja SBU |
| Jurij Greblenik        | Platon                         |                                               |
| Oleksij Vertinski      | Sergej Susseldorf              | Dizajner / Ludvik XVI. Francoski              |
| Oleg Maslenikov        | Oligarh                        |                                               |
| Olena Bondareva-Repina | Raisa Andrijvna                | Ravnateljica                                  |
| Oleksij Smolka         | Sergij Leonidovič Karasjuk     | Vodja fakcije                                 |
| Anastazija Karpenko    | Jana Klimenko                  | Opozicijska novinarka                         |
| Mihajlo August         | Andrij Volodimirovič Jakovljev | Minister za kulturo                           |
| Danilo Oskin           | Mihajlo Semenovič              | Oligarh                                       |
| Vitalij Ivančenko      | Vitalij Romančenko             | Član rade                                     |
| Rinat Habibulin        | Dima                           | Vasilijev sin                                 |
| Oleksandr Danilčenko   | Nikolaj Pavlovič Pilipenko     | Vodja ŽEK                                     |
| Aleksander Ignatuša    | Sodnik/menih Sebastjan         |                                               |
| Nazar Zadniprovski     |                                |                                               |
| Andrij Romanij         |                                | Voditelj politične pogovorne oddaje           |
| Dmitro Melenevski      |                                | Varnostnik Karasjuka                          |
| Andrij Danilko         | Verka Serdučka                 | Ukrajinski pop pevec                          |
| Darja Picul            |                                | Novinarka                                     |

## Izdaja
Sluga narodu je bil v Ukrajini predvajan na kanalu 1+1. Studio je vse epizode brezplačno objavil tudi na YouTubu. Prva sezona oddaje je bila leta 2017 dodana Netflixu v določenih državah. Leta 2021 je Netflix izgubil licenčne pravice. Marca 2022, po začetku ruske invazije na Ukrajino, je Netflix ponovno licenciral prvo sezono, maja 2022 pa dodal drugo in tretjo sezono za več kot 33 držav. Izdaja Netflixa združuje prvi dve epizodi v eno v prvi in drugi sezoni, kar posledično pomeni 23 epizod namesto 24 za obe sezoni.
Beloruski televizijski kanal Belarus-1 je oddajo predvajal v večernem terminu od 11. novembra 2019 naprej.
Ruski kanal TNT je 11. decembra 2019 predvajal pilotsko epizodo oddaje in trdil, da je to storil kot »marketinško potezo za ozaveščanje o platformi«. TNT je iz epizode izrezal prizor, v katerem novoizvoljeni predsednik Goloborodko vpraša, ali ruski predsednik Vladimir Putin nosi uro znamke Hublot, kar se sliši podobno kot vzklik Putin - hujlo!, ki se norčuje iz Putina in je priljubljen v Ukrajini.
V ZDA je HITN predvajal serijo v španskem jeziku.

## Vpliv

### 2019
Zelenski je leta 2019 zmagal na predsedniških volitvah in tudi v resničnem življenju postal predsednik Ukrajine. Po zmagi je v svojem volilnem štabu na oder stopil ob spremljavi tematske glasbe iz televizijske serije.

### 2022
Po ruski invaziji na Ukrajino leta 2022 in vodenju Zelenskega je priljubljenost oddaje občutno narasla. Različna tuja podjetja so zaprosila za pravice predvajanja- 16. marca je Netflix objavil, da bo 1. sezona serije zaradi velikega povpraševanja ponovno na voljo gledalcem v ZDA. 16. maja je Netflix dodal 2. in 3. sezono.

## Pravice predvajanja
Med letom 2022 je Zelenski požel vsesplošno občudovanje kot simbol odpora proti Rusiji in Putinu, zaradi česar je serija pridobila na priljubljenosti. Sluga narodu je bil predvajan v sledečih državah:
- Albanija: Tring TV (1. marec 2022 -), TV Klan (19. april 2022 – )
- Avstralija: Special Broadcasting Service (28. februar 2022 - 28. februar 2023)
- Belorusija: Belarus-1 (11. november 2019 – )
- Brazilija: HBO Max[21]
- Bulgarija: NOVA (18. april 2022 – )[22]
- Kanada: Vision TV (5. april 2022 - )[23]
- Estonija: TV3 (5. april 2022 - ),[24] TV3+ (1. april 2022 – )[25]
- Finska: Yle[26]
- Francija: ARTE[27]
- Nemčija: ARTE[28]
- Grčija: ANT1 (7. marec 2022 – 12. april 2022) (po 1. sezoni ukinjena)[29]'Υπηρέτης του Λαού': προβολή στον ΑΝΤ1 της σειράς του Ζελένσκι ['Servant of the People': ANT1 broadcast of Zelensky's series]. antenna.gr (v grščini). Pridobljeno 1. aprila 2022.</ref>[30]
- Madžarska: RTL (20. marec 2022 – 19. november 2022)[31]
- Italija: La7 (4. april 2022 - )[32]
- Kosovo: Kohavision (31. marec 2022 – )
- Latinska Amerika: Netflix in HBO Max[33]
- Latvija: TV3 (28. marec 2022 – 6. maj 2022)[34]
- Litva: TV3 (21. marec 2022 – ), TV6 (april 2022 – )
- Bližnji vzhod: MBC[29]
- Moldavija: Jurnal TV[29]
- Severna Makedonija: Kanal 5
- Portugalska: Netflix[35]
- Romunija: Pro TV[29]
- Rusija: TNT (samo pilotna epizoda), Kinopoisk
- Srbija: Nova S (21. september 2019 – )[navedi vir]
- Slovaška: Markíza (28. marec 2022), Dajto (2. april 2022 – )[36]
- Slovenija: Voyo (17. april 2022 – )[37]
- Španija: Telecinco (14. april 2022 – )[38]
- Švedska: SVT[39]
- Tunizija: Hannibal TV][40]
- Ukrajina: 1+1
- Združeno kraljestvo: Channel 4 (marec 2022 – )[41][42]
- ZDA: HITN - (v španščini) (april 2022-), JLTV (19. september 2022 – )
- Vietnam: K+ (22. februar 2022 – ),  SCTN (4. september 2023 – )
- Še v nekaterih drugih državah: Netflix